# Aleixo Petrovich, Czarevich da Rússia
Aleixo Petrovich Romanov (Moscou, 28 de fevereiro de 1690 – São Petersburgo, 7 de julho de 1718) foi o filho mais velho do czar Pedro I da Rússia e sua primeira esposa Eudóxia Lopukhina.

## Infância
O jovem Aleixo nasceu em uma atmosfera de conflitos e divergências entre seu pai, o czar Pedro I, e sua mãe, Eudóxia Lopukhina, o que fez com que ele sofresse ao longo de toda sua infância. Inicialmente ele foi educado por um tutor, Vyazemski, mas posteriormente seu pai decidiu que ele fosse ensinado por estrangeiros, que lhe ensinaram história, geografia e francês.

## Casamento
No dia 25 de Outubro de 1711 Aleixo casou-se com Carlota Cristina de Brunsvique-Volfembutel, filha do duque Luís Rudolfo de Brunswick-Wolfenbüttel. Eles tiveram dois filhos:
- Pedro II da Rússia. Faleceu aos 14 anos;[2]

- Natália Alexeievna da Rússia. Faleceu aos 13 anos.

## Morte
Aleixo Petrovich morreu em 7 de julho de 1718, condenado à morte pelo próprio pai por tentar fazer uma revolta e tomar o poder para si.